# MP 51
El MP 51 (Matériel roulant sur Pneumátiques 1951) constituye la primera generación de metro sobre neumáticos del mundo. Apodado Grand-Mère, este vehículo experimental único fue encargado y probado por la Administración Autónoma de Transportes Parisinos (RATP) en la lanzadera del metro de París, de 1952 a 1956. Estacionado permanentemente en 1961, se incorporó a las colecciones del museo del transporte urbano en 1981, luego a las reservas de la RATP en la estación Villeneuve-Triage.
La Grand-Mère permitió validar el concepto de rodar con neumáticos para el material rodante del metro, con prestaciones muy superiores a las de los antiguos equipos a base de hierro. Desde entonces, esta tecnología se ha utilizado en cinco líneas parisinas y en varias redes de metro de todo el mundo.
Este tren sirvió también de soporte al prototipo de un sistema de pilotaje automático, ya desplegado en casi todas las líneas con maquinista de la red de París.

## Historia

### Trenes sobre neumáticos
La idea de utilizar neumáticos en los trenes data de principios del siglo XX. De hecho, rodar sobre neumáticos proporciona un agarre tres veces mayor que rodar sobre hierro, con mejor aceleración y mejor frenada. Esta diferencia es tal que rodar sobre hierro sólo podrá obtener prestaciones honorables en comparación con finales de los años 1960, en particular gracias a la adherencia total, donde todos los ejes están motorizados.
Ya en 1929, la empresa Michelin tuvo la idea de rodear los neumáticos de las ruedas metálicas con neumáticos y desarrolló el pneurail. Se construyen prototipos en las fábricas de Clermont-Ferrand y se realizan diversas pruebas en la línea Mont-Dore.
A principios de los años 30, Michelin emprendió pruebas para el metro, con un carro guiado por un carril central. Pero la necesidad de emparejar las ruedas, debido a la carga muy pesada que aumenta la fricción en las curvas, especialmente numerosas y de pequeño radio en la red de París, llevó finalmente a abandonar las pruebas. Sin embargo, Michelin está trabajando, por motivos evidentes de nuevos mercados, en el desarrollo del concepto ferroviario. En enero de 1931 se puso en servicio el primer vagón neumático en el enlace de París a Deauville. Allanó el camino para las famosas Michelines, utilizadas en particular en Deauville y Clermont-Ferrand. En 1949, la empresa creó trenes sobre neumáticos, con vagones de línea principal que circulaban entre París y Estrasburgo y luego entre París y Basilea.

### Desventajas de los neumáticos
Los experimentos duraron sólo unos pocos años y los vehículos resultaron demasiado complejos. El neumático se apoya en la muy pequeña superficie del carril y ve su carga muy limitada, lo que obliga a fabricar los vagones lo más ligeros posible y diseñar bogies con múltiples ejes para poder repartir la carga2.
La única solución para el metro parece ser colocar el peso de los vehículos no sobre los raíles, sino sobre vías adaptadas a neumáticos más anchos. Sin embargo, ya en 1929 se probó un sistema de este tipo en Génova, Italia. De hecho, el Santuario de Nostra Signora della Guardia, situado en la cima de una colina a 804 m sobre el nivel del mar, está servido por una ruta guiada (“guidovia (it)”), que utiliza vagones equipados con cuatro ruedas con neumáticos completos, que circulan sobre Vías fuera de la línea ferroviaria. La guía sigue siendo proporcionada por las pestañas de las ruedas de acero. Esta explotación continuará hasta 19672.

### El primer metro sobre neumáticos
El uso excepcional de la red parisina durante la Segunda Guerra Mundial comenzó a decaer a partir de 1947. Pero al mismo tiempo apareció el fenómeno de los picos de tráfico por la mañana y por la tarde, que concentraban un tráfico muy elevado en períodos cortos. Se hace entonces imprescindible aumentar significativamente la capacidad de transporte de las líneas para reducir su creciente saturación.
Un metro requiere arranques rápidos y frenadas potentes, lo que permite aumentar la capacidad de una línea reduciendo el intervalo entre dos trenes. La solución clásica habría sido la producción de trenes con adherencia total (todos los ejes son motrices) y frenado reostático, actualmente generalizándose en otras redes. Pero la idea de utilizar neumáticos para una red metropolitana sigue en la mente de los técnicos franceses. Es esta vía la que se favorece, considerándose demasiado caro el material con adherencia total. Además, circular con neumáticos reduce el ruido y las vibraciones, lo que es especialmente importante en una red de túneles urbanos3.
Pero el metro de París requiere neumáticos más pequeños que los de la red ferroviaria principal, tanto por razones de tamaño como de curvas. El estudio de un concepto equivalente sólo fue posible con la llegada, en los años 50, de los neumáticos con estructura metálica, neumáticos capaces de soportar cuatro toneladas con un diámetro inferior a un metro. Los servicios técnicos de la nueva Autoridad Autónoma de Transportes de París (RATP), creada en 1949, creen que es preferible asegurar la guía de los vehículos mediante ruedas equipadas con neumáticos, y no mediante bridas de ruedas metálicas, para reducir al máximo el ruido de los trenes en los túneles. De acuerdo con estos principios se desarrolla entonces un bogie muy particular.
La RATP decidió entonces encargar y probar un prototipo, el MP 51, que se convirtió en el primer metro sobre neumáticos del mundo4. Éste es guiado por ruedas horizontales apoyadas sobre dos barras guía laterales, sirviendo una de las barras también como fuente de alimentación eléctrica. Un clásico eje ferroviario metálico sirve de guía en el paso de puntos o en caso de pinchazo, únicos casos en los que están en contacto con la vía ordinaria del ferrocarril. Las ruedas de acero normalmente giran unos centímetros por encima de los raíles. Las cuatro ruedas por bogie provistas de neumáticos están colocadas a ambos lados de los ejes de acero, y ruedan sobre carriles de madera (azobé) o de hierro, colocados a cada lado de los carriles2.

### El experimento
El prototipo fue fabricado en Creil por un consorcio de fabricantes franceses y llegó a la RATP el 25 de julio de 1951. Fue presentado a las autoridades públicas y a la prensa los días 12 y 14 de noviembre de 1951.
Al mismo tiempo, la ruta de lanzadera entre Porte des Lilas y Pré-Saint-Gervais se está transformando para circular con neumáticos. De hecho, esta vía no se utiliza en servicio comercial desde 1939 y se utiliza para la formación de conductores. Con 770 m de longitud, presenta unas características ideales para las distintas pruebas previstas, con una curva cerrada de setenta y cinco metros de radio y una rampa del 40 ‰ a lo largo de trescientos metros5.
El prototipo del MP 51 se envía a la pista del transbordador, donde se realizan pruebas de resistencia. Son más que concluyentes: el ruido de rodadura es menor que el de los equipos sobre ruedas de hierro, la considerable aceleración y frenada alcanza los 1,45 m/s2 y sólo está limitada por el confort de los pasajeros. Los neumáticos evitan el riesgo de atascamiento o falta de adherencia rueda-carril, y proporcionan un excelente rendimiento para la época: aceleraciones alcanzan los 2 m/s2 y frenadas de emergencia 5 m/s2. Estos valores, sin embargo, son inutilizables en el servicio comercial, porque son incompatibles con el confort de los pasajeros6.
Para completar las pruebas, se provocan diversas situaciones degradadas para determinar su impacto: el vehículo circula con el neumático portador desinflado o sobreinflado, una rueda completamente bloqueada, sobre diversos objetos abandonados en las vías de circulación, etc. Aunque se pinchen los neumáticos, la seguridad está garantizada porque el tren se apoya sobre el raíl gracias a los clásicos ejes con ruedas de acero. El peligro de explosión de neumáticos o de incendio parecía entonces prácticamente nulo7,8.

### Pruebas con viajeros y pilotaje automático
El MP 51 parece absolutamente fiable a los ingenieros de control. Por tanto, se utiliza diariamente en el servicio de pasajeros en la ruta de lanzadera de 13:30 a 19:30 horas, desde el 13 de abril de 1952 al 31 de mayo de 1956. No se trata de un retorno al servicio comercial de esta ruta, quedando suspendida la operación. en los días de revisión del vagón. El tráfico sigue siendo muy reducido, compuesto principalmente por curiosos y escolares. Regularmente se ofrece a un viajero, a menudo un niño, conducir el metro: esto activa el piloto automático que la RATP también prueba durante estas pruebas9. Los sensores se colocan debajo del vehículo y reciben un programa, enviado mediante una corriente alterna transmitida por un cable situado en la vía, dibujando un patrón griego de paso variable6.
De 1956 a 1961, el MP 51 fue todavía objeto de diversas pruebas, antes de ser aparcado definitivamente10. El piloto automático se implementa en el resto de la red desde 196610.

## Características
El vehículo, de 15,40 m de largo y con un peso de sólo veinte toneladas en vacío, está equipado con un compartimento para el conductor en cada extremo. Mide 2,45 m de ancho y 3,40 m de alto. Dispone de cuatro puertas dobles por lado de 1,30 m de ancho. La capacidad del vehículo es de veinticuatro plazas más otros tantos abatibles, y ciento treinta pasajeros de pie. Los dos motores Alsthom TD 624 de 130 caballos están suspendidos debajo de la carrocería y no sobre los bogies. Cada motor acciona los dos ejes del bogie vecino mediante un árbol cardán. Se instala un diferencial en cada eje debido al alto agarre de los neumáticos.

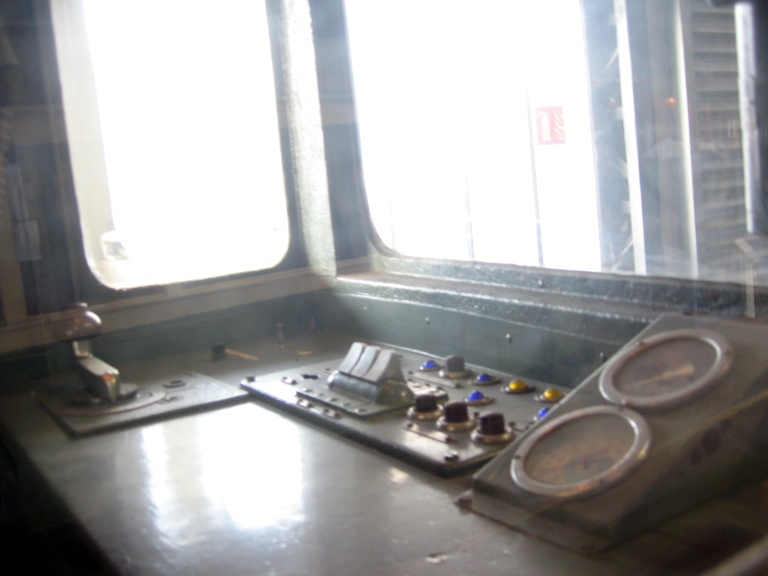
Cabina de conducción del prototipo, con el manipulador de tracción/frenado.

La corriente de tracción es captada por los limpiaparabrisas situados en una de las barras guía laterales. Detrás de la claraboya se esconde un pequeño pantógrafo para permitir la captación de la corriente distribuida por catenaria para circular en el taller de mantenimiento, instalado en la conexión con la línea 3. Los carriles ordinarios aseguran el retorno de la corriente y el funcionamiento de la señalización.
El MP 51 es el primer motor del metro de París equipado con frenado reostático. Este último permite frenar el vehículo en la bajada de Pré-Saint-Gervais y comenzar a detenerse en la estación. Un freno neumático convencional, controlado eléctricamente, actúa sobre el tambor, colocado en cada eje de transmisión.
El motor se controla mediante una única palanca, asegurando, a cada lado del punto muerto, tres posiciones de tracción (maniobra, serie y paralelo), tres posiciones de frenada normal y tres posiciones de frenada de emergencia. Durante el frenado normal, el freno reostático se activa progresivamente con el freno de aire para mantener una desaceleración determinada; en una frenada de emergencia, el freno de aire se activa inmediatamente.
El vehículo tiene un aspecto experimental, con neumáticos parecidos a los de los camiones y bicicletas de los que derivan. Más allá de su tipo de circulación, el MP 51 presenta varias innovaciones, que rompen radicalmente con los trenes Sprague-Thomson, entonces en circulación en todas las líneas de la red, con iluminación de tubos fluorescentes o asientos Texoid.

## Epílogo

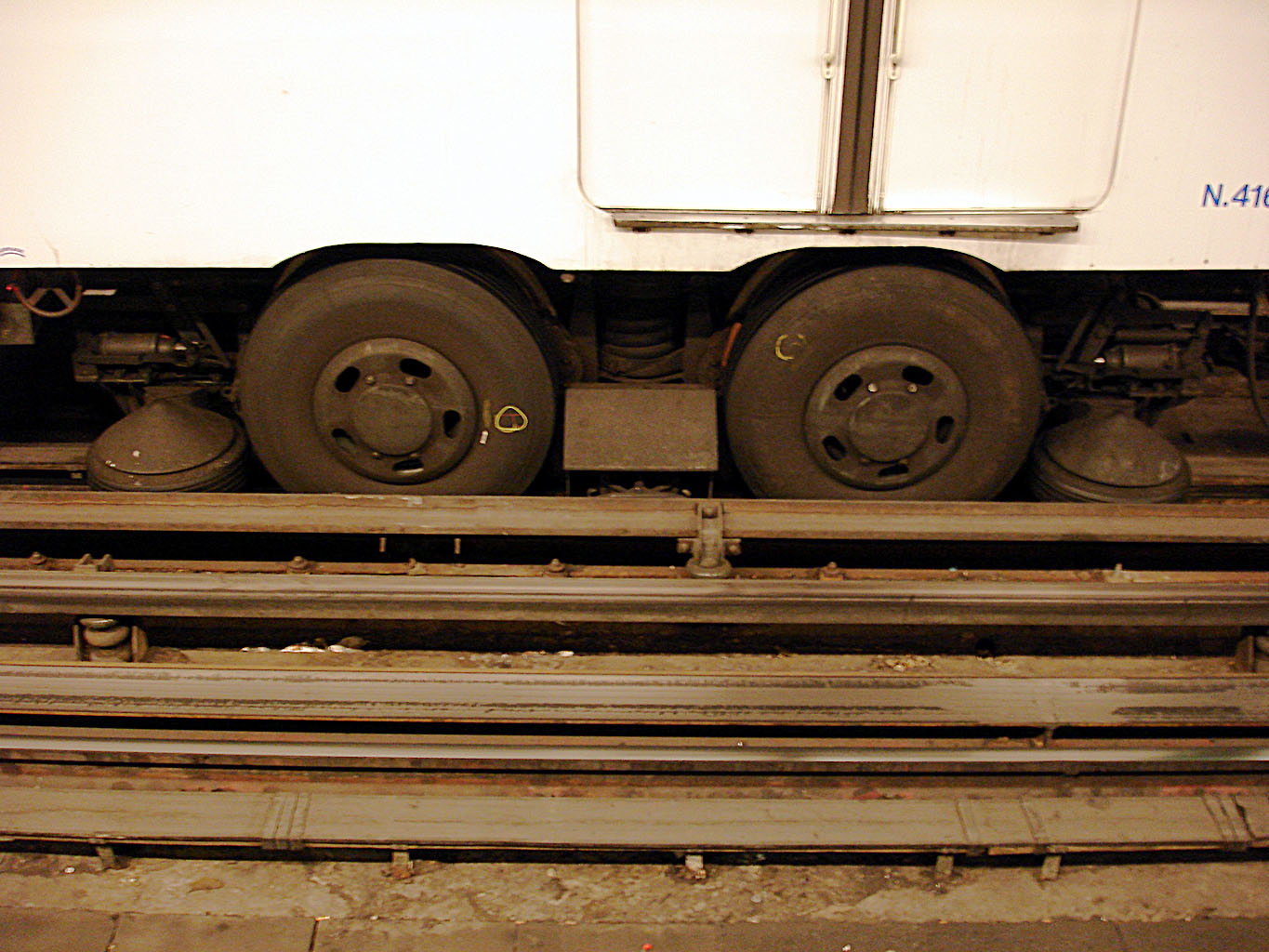
MP 59 de la línea 11 del Metro de París, Francia.

El éxito del prototipo MP 51 llevó a la dirección de la RATP a lanzar la conversión de una línea principal de la red a neumáticos, como prueba a gran escala, con vistas, en última instancia, a la “neumatización” total de la red parisina.
Se eligió la línea 11 por su corta longitud (6,3 km), su perfil difícil con fuertes pendientes y su trazado sinuoso.
El 30 de abril de 1954, el consejo de administración de la RATP adoptó el contrato para la construcción de 71 vehículos neumáticos de segunda generación, el MP 55, con el fin de componer trenes de cuatro vagones para la línea 11. Los trabajos de equipamiento de la línea de huellas de neumáticos y las barras guía comienzan inmediatamente12.
El éxito de esta conversión a neumáticos, abierta al público en 1956, motivó la “neumatización” de las líneas 1 y 4, con el fin de aumentar la capacidad de estas líneas sobrecargadas. Pero la conversión a neumáticos es laboriosa y más costosa de lo esperado y, en última instancia, lleva a abandonar su generalización, ante la aparición de equipos sobre ruedas de hierro con prestaciones similares, lo que también reduce su necesidad. Sin embargo, la línea 6 fue “neumatizada” a principios de los años 1970, debido a su recorrido aéreo en más del 45 % de su longitud, para reducir el deslizamiento de los ejes motrices sobre los carriles mojados, las vibraciones y el ruido de los vecinos de los viaductos. .
Por lo tanto, la “neumatización” no está generalizada a toda la red de París, pero sigue siendo una referencia tecnológica y se utiliza para todas las nuevas líneas de metro construidas desde entonces en Francia, ya sean las nuevas redes de Lyon o Marsella en 1977 y 1978, los sistemas VAL, o en 1998, la última línea parisina totalmente automatizada, la línea 14, la única de la red equipada desde la construcción. La “neumatización” sigue siendo también un escaparate para RATP para la construcción de redes fuera de Francia a través de su filial SOFRETU, hoy Systra, rodando sobre neumáticos utilizados en Montreal (Canadá), México (México) y Santiago (Chile).
En cuanto al prototipo MP 51, pasó a formar parte de las colecciones del museo del transporte urbano de Saint-Mandé13 el 3 de abril de 1981, veinte años después de su última circulación. Fue restaurado en 1993 en los talleres de Fontenay. Desde 2012, está expuesto en una reserva en la estación de Villeneuve-Triage.